# Анелево (Слупецький повіт)
Анелево (пол. Anielewo) — село в Польщі, у гміні Заґурув Слупецького повіту Великопольського воєводства.
Населення — 85 осіб (2011).
У 1975-1998 роках село належало до Конінського воєводства.

## Демографія
Демографічна структура станом на 31 березня 2011 року:
|          | Загалом | Допрацездатний вік | Працездатний вік | Постпрацездатний вік |
| -------- | ------- | ------------------ | ---------------- | -------------------- |
| Чоловіки | 42      | 14                 | 26               | 2                    |
| Жінки    | 43      | 6                  | 28               | 9                    |
| Разом    | 85      | 20                 | 54               | 11                   |